# Bob Boyle
Robert James Boyle (18 de mayo de 1971), conocido como Bob Boyle, es un animador y productor estadounidense, creador y productor ejecutivo de las series animadas Wow! Wow! Wubbzy! y Yin Yang Yo!. También es conocido por su trabajo en Nickelodeon en los shows Oh Yeah! Cartoons,  The Fairly OddParents y Danny Phantom. También ha escrito e ilustrado 2 libros infantiles- Rosie & Rex y Hugo and the Really, Really, Really Long String.
Bob ganó un premio Emmy en 2008 por su diseño de producción de Wow! Wow! Wubbzy En 2006, Boylo fue nominado, junto con el espectáculo, para los Annie Awards como diseñador de producción.
Recientemente, ha dirigido y diseñado para los segmentos de  Plaza Sésamo  llamado: Why I Love The Letter Y, Number 20, The Letter N Museum, ABC, Quiet or Loud, Water, Family.
Actualmente está trabajando como el Productor Supervisor en el show de Cartoon Network, Clarence y director ejecutivo en The Powerpuff Girls (2016).